# Lothar Barth (Politiker)

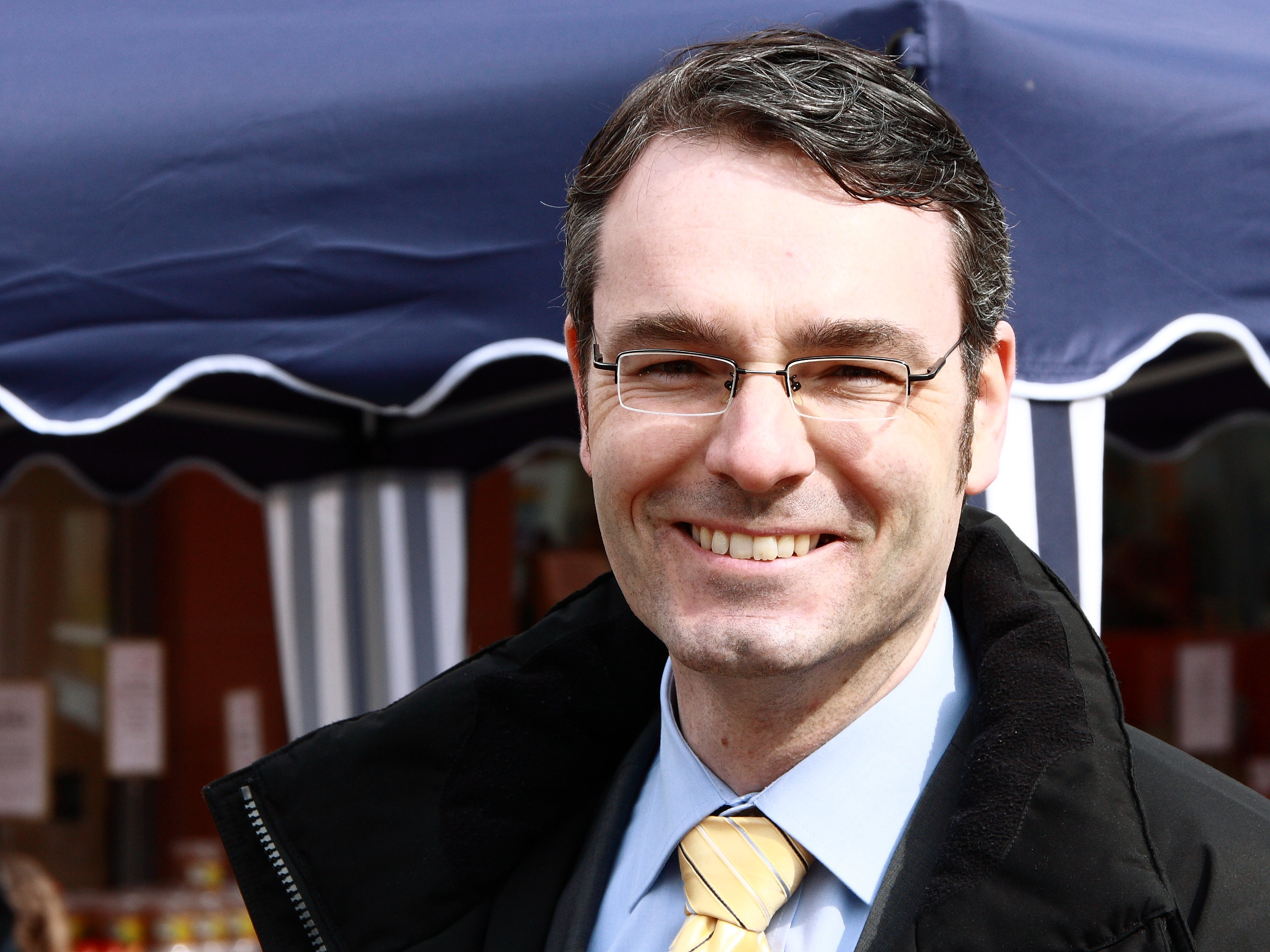
Lothar Barth, März 2011

Lothar Andreas Barth (* 20. Dezember 1970 in Stuttgart) ist ein deutscher Kommunalpolitiker aus Baden-Württemberg. Er war 2003 bis 2011 Oberbürgermeister der Großen Kreisstadt Bad Mergentheim im Main-Tauber-Kreis. Von 2012 bis 2015 war er Beigeordneter für Organisation und Personal der Stadt Aachen. Seit Oktober 2015 ist Barth Werkleiter Finanzen&Verwaltung des Restmüllkraftwerkes Böblingen.

## Leben
Nach dem Abitur studierte Barth 1990 bis 1995 Verwaltungswissenschaft an der Universität Konstanz und schloss dieses Studium mit dem Diplom ab. Anschließend war er Referendar u. a. in der Staatskanzlei Niedersachsen und bei der City of Phoenix (USA). Ab 1998 war er unter anderem Persönlicher Referent des Oberbürgermeisters der Stadt Esslingen am Neckar und Konzern-Controller, bevor er 2001 Leiter des Haupt- und Personalamtes der Stadt Remseck am Neckar wurde. Im Nebenberuf ist Barth seit 2001 Inhaber eines Lehrauftrags für Management in der öffentlichen Verwaltung an der Hochschule für öffentliche Verwaltung und Finanzen Ludwigsburg. 2004 promovierte Barth zum Dr. rer. pol. über das Thema Der institutionelle Trialismus auf der administrativen Mittelinstanz. Das Spannungsverhältnis zwischen Regierungspräsidium Stuttgart, Verband Region Stuttgart und den Landkreisen. Barth veröffentlichte außerdem in verschiedenen Fachverlagen Aufsätze zu überwiegend kommunalpolitischen Themen.
Im Frühjahr 2003 trat Barth zur Oberbürgermeisterwahl in Bad Mergentheim an und wurde zum Nachfolger von Uwe Hülsmann gewählt. Sein Amtsantritt war am 1. Mai. Im November 2009 wurde Lothar Barth in den Ausschuss für Wirtschaft und Europäischer Binnenmarkt des Deutschen Städtetags gewählt. Bei der Oberbürgermeisterwahl 2011 unterlag Lothar Barth seinem Konkurrenten Udo Glatthaar knapp mit 48,85 % im zweiten Wahlgang, nachdem seine Wiederwahl von keiner der im Gemeinderat vertretenen Fraktionen unterstützt worden war. Seine Amtszeit als Oberbürgermeister endete am 30. April 2011. Am 14. September 2011 wurde Barth zum Personal- und Organisationsdezernenten der Stadt Aachen gewählt. Barth war daneben Geschäftsführer der Aachener Stadion Beteiligungs GmbH, seit die Stadt Aachen am 28. Januar 2015 das Tivoli Stadion erworben hat.
Barth wurde im Oktober 2015 zum Werkleiter Finanzen&Verwaltung des Zweckverbands RBB Restmüllkraftwerk Böblingen berufen. Seit 2018 ist er Vorsitzender der Stadtgruppe Weilimdorf der FDP.
Für die Landtagswahl in Baden-Württemberg 2021 bewarb er sich als Kandidat der FDP für den Landtagswahlkreis Stuttgart III, unterlag für die Nominierung jedoch gegen Jürgen Reichert.
Barth ist verheiratet und hat drei Söhne.

## Engagement
Lothar Barth ist Finanzvorstand in seinen Heimatverein, der SG-Weilimdorf 1890 e.V. und engagiert sich in der evangelischen Dietrich-Bonhoeffer-Gemeinde.